# Elaeodopsis loxoscia
Elaeodopsis loxoscia är en fjärilsart som beskrevs av Louis Beethoven Prout 1927. Elaeodopsis loxoscia ingår i släktet Elaeodopsis och familjen nattflyn. Inga underarter finns listade i Catalogue of Life.